# Luc Luycx
 (juillet 2022).
Si vous disposez d'ouvrages ou d'articles de référence ou si vous connaissez des sites web de qualité traitant du thème abordé ici, merci de compléter l'article en donnant les références utiles à sa vérifiabilité et en les liant à la section « Notes et références ».
Luc Luycx (prononcé [ˈlyk ˈlœjks] en néerlandais), né le 11 avril 1958 à Alost, dans la province belge de Flandre-Orientale, est un dessinateur belge de médailles et de monnaies. Employé de la Monnaie royale de Belgique, il a remporté en 1997 le concours pour le dessin des faces communes des premières pièces en euros (millésimes 1999 à 2005), mises en circulation le 1er janvier 2002.

## Biographie
Luc Luycx a conçu certaines des médailles commémoratives des enveloppes premier jour de La Poste belge, ainsi que des pièces en or et en argent de Belgique.
Le choix de ses projets de face commune aux premières pièces en euros est annoncé au Conseil européen d'Amsterdam, le 13 juin 1997. Ses faces représentent l'Union européenne à différentes échelles : sa place dans le monde sur les pièces de 1, 2 et 5 cents, les pays membres sur une carte de l'Europe sur les pièces de 10, 20 et 50 cents, et ces mêmes pays représentés sans frontières nationales sur les pièces d'un et deux euros.
Luc Luycx est également l'auteur de nombreuses autres pièces :
- Il a gravé la pièce commémorative belge de 2 euros de 2005 émise à l'occasion de l'union économique belgo-luxembourgeoise. C'est la première pièce en euro dont le revers et l'avers ont été dessinés par le même artiste. Elle a été diffusée à 6 millions d'exemplaires (dont 20 000 en folder FDC et 3 000 en qualité belle épreuve).
- Il a gravé la pièce commémorative belge de 2 euros de 2006 émise à l’occasion de la réouverture de l'Atomium.
- Il a gravé la pièce commémorative belge de 2 euros de 2018 émise à l’occasion du 50e anniversaire des manifestations de mai 68[1].

Ses initiales sont gravées sur la face commune de toutes les pièces en euro, ainsi que sur la face nationale des pièces qu'il a dessinées.